# Sancerre
Pour les articles homonymes, voir Sancerre (homonymie).

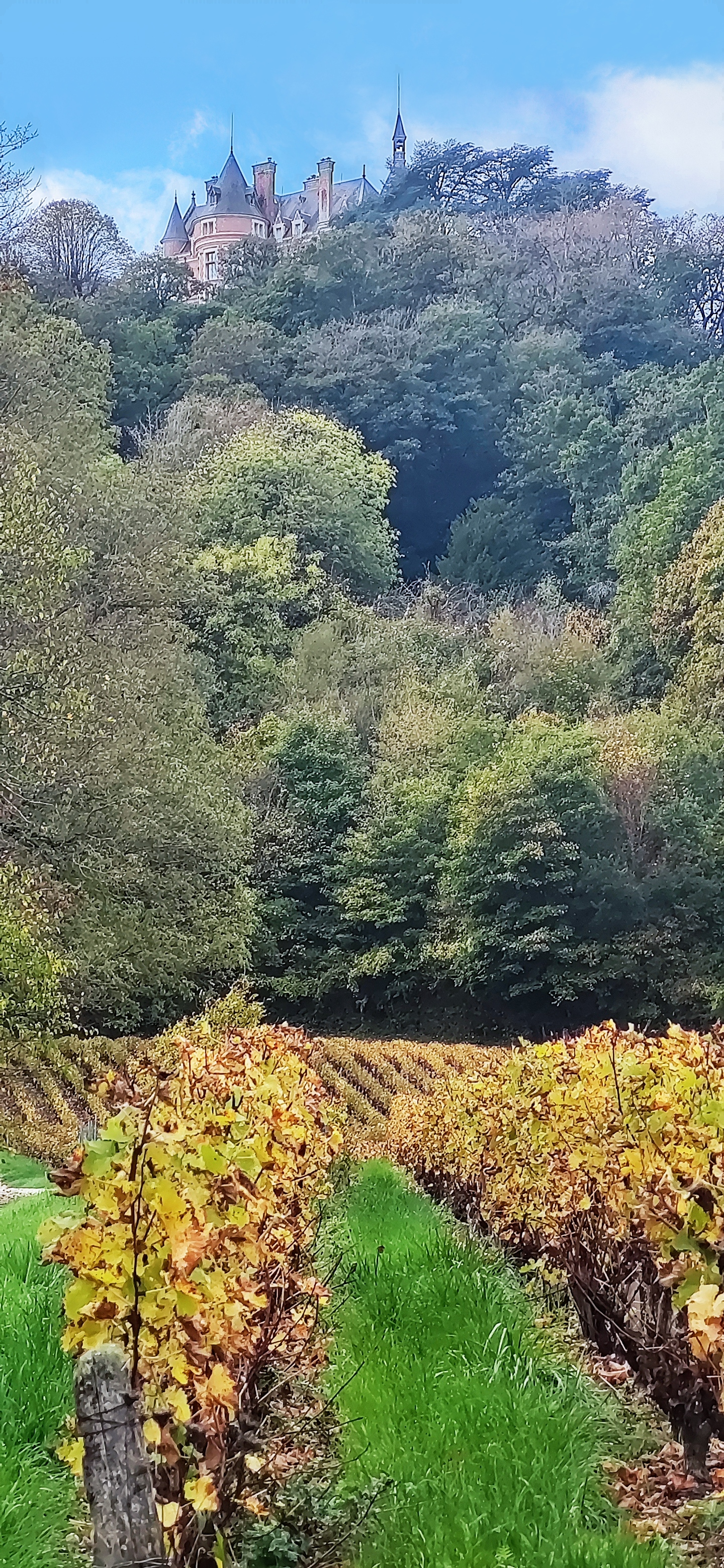
Le vignoble et le château de Sancerre.

Sancerre est une commune française située dans le département du Cher en région Centre-Val de Loire.
La commune fait partie de l'association Les Plus Beaux Villages de France et a été labellisée plus beau village de France par la commission qualité le 1er octobre 2022. Elle a également été classée sous le label Village préféré des Français en 2021, dans l'émission éponyme de Stéphane Bern.
Les habitants se nomment les Sancerrois et Sancerroises.

## Géographie

### Site
Sancerre se situe à la limite orientale du département du Cher et de la région Centre-Val de Loire, limitrophe du département de la Nièvre et de la région Bourgogne dont elle est séparée par la Loire. Le canal latéral à la Loire traverse le territoire communal.

### Hydrographie et relief

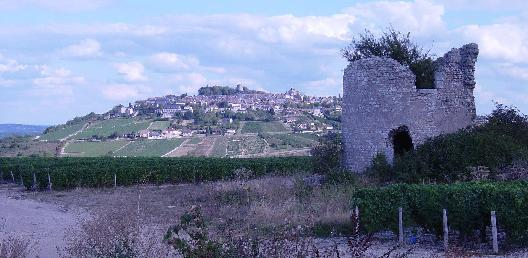
Le piton de Sancerre.

Sancerre est située à 310 mètres d'altitude, sur une montagne isolée, se rattachant aux collines de la région naturelle du Sancerrois et dont le sommet domine le niveau de la Loire de deux cents mètres.
La commune se trouve à environ deux kilomètres de la rive gauche de la Loire et de son confluent avec la Vauvise, du canal latéral à la Loire et à 43 km au nord-est de la préfecture du Cher, Bourges. La ville s'étale sur la pente la moins escarpée, située au sud-ouest, depuis la base de la colline jusqu'au sommet. Sancerre offre un panorama sur son vignoble et sur les bords de la Loire.

### Climat
Pour des articles plus généraux, voir Climat du Centre-Val de Loire et Climat du Cher.
En 2010, le climat de la commune est de type climat océanique dégradé des plaines du Centre et du Nord, selon une étude du CNRS s'appuyant sur une série de données couvrant la période 1971-2000. En 2020, Météo-France publie une typologie des climats de la France métropolitaine dans laquelle la commune est exposée à un climat océanique altéré et est dans la région climatique  Centre et contreforts nord du Massif Central, caractérisée par un air sec en été et un bon ensoleillement. 
Pour la période 1971-2000, la température annuelle moyenne est de 10,9 °C, avec une amplitude thermique annuelle de 16,5 °C. Le cumul annuel moyen de précipitations est de 843 mm, avec 11,7 jours de précipitations en janvier et 7,3 jours en juillet. Pour la période 1991-2020, la température moyenne annuelle observée sur la station météorologique la plus proche, située sur la commune de Léré à 16 km à vol d'oiseau, est de 11,6 °C et le cumul annuel moyen de précipitations est de 710,5 mm,. Pour l'avenir, les paramètres climatiques de la commune estimés pour 2050 selon différents scénarios d'émission de gaz à effet de serre sont consultables sur un site dédié publié par Météo-France en novembre 2022.

### Chavignol

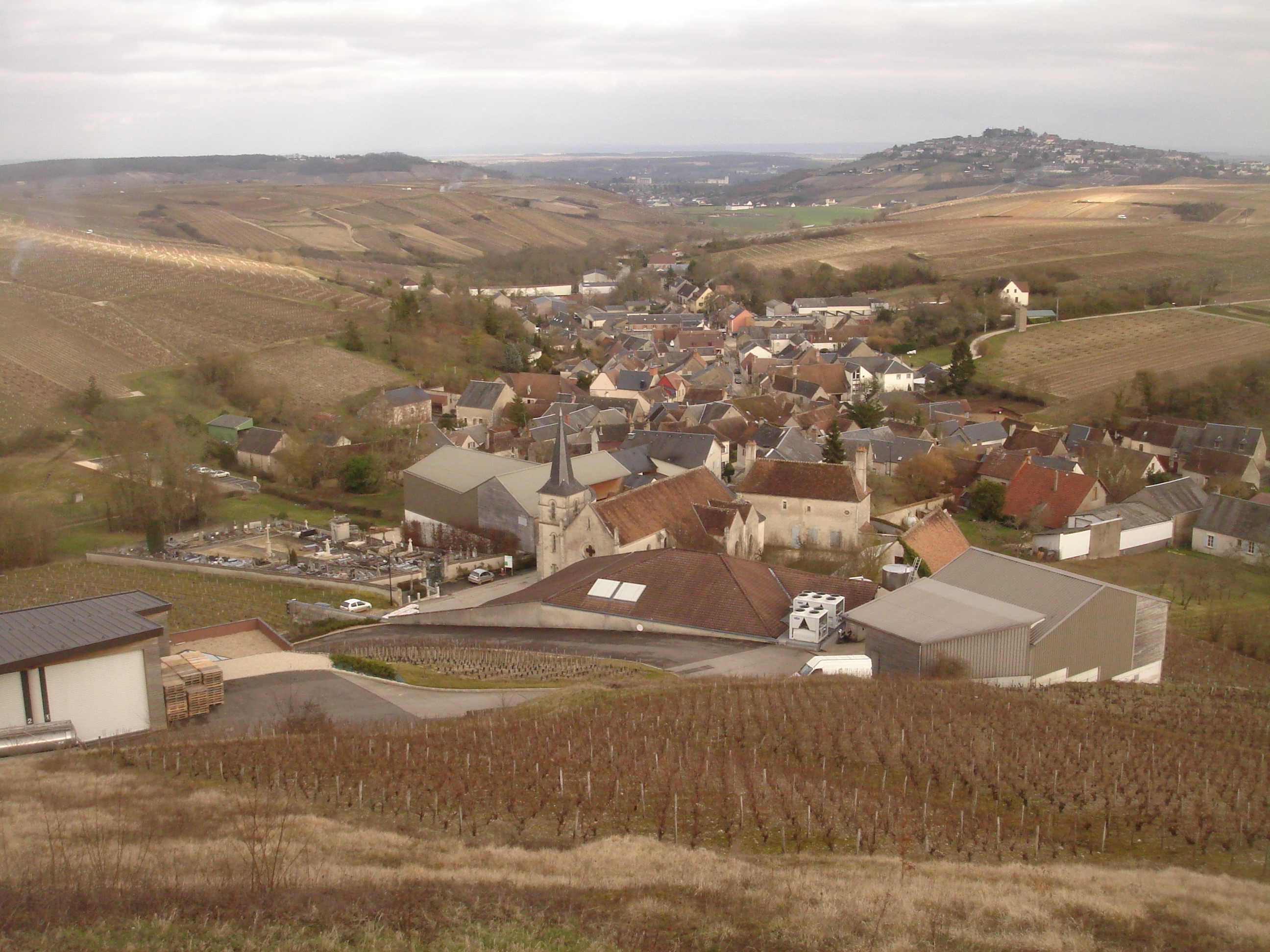
Chavignol au milieu du vignoble de Sancerre : à l'arrière-plan, la ville de Sancerre.

Le village de Chavignol est fusionné à la commune de Sancerre entre 1790 et 1794.
Implanté dans une cuvette au milieu des vignes, le village de Chavignol s'étire le long de la route qui monte à l'église ; le roi de France Henri IV se serait exclamé sur la petite « place de l'Orme » où il se serait arrêté avec ses troupes « Hé ! Qu'en dites-vous mes gaillards ? Ventre saint gris ! Ce vin est le meilleur que j'ai bu ! Si les gens du royaume le goûtent, il n'y aura plus de guerre de religion ».
Le crottin de Chavignol, fromage de chèvre au lait entier et cru, a aussi fait la réputation du village et bénéficie d'une appellation d'origine contrôlée (AOC) depuis 1976. La forme du fromage, due à celle de son moulage, qui rappelle celle des anciennes lampes à huile en terre cuite (le crot), explique sa surprenante dénomination.
Dominant le village de Chavignol, le belvédère du Graveron offre des points de vue sur tout le Sancerrois.

## Urbanisme

### Typologie
Au 1er janvier 2024, Sancerre est catégorisée bourg rural, selon la nouvelle grille communale de densité à 7 niveaux définie par l'Insee en 2022.
Elle appartient à l'unité urbaine de Sancerre, une agglomération intra-départementale dont elle est une commune de la banlieue,. Par ailleurs la commune fait partie de l'aire d'attraction de Saint-Satur - Sancerre, dont elle est une commune du pôle principal,. Cette aire, qui regroupe 14 communes, est catégorisée dans les aires de moins de 50 000 habitants,.

### Occupation des sols
L'occupation des sols de la commune, telle qu'elle ressort de la base de données européenne d’occupation biophysique des sols Corine Land Cover (CLC), est marquée par l'importance des territoires agricoles (71,4 % en 2018), néanmoins en diminution par rapport à 1990 (72,7 %). La répartition détaillée en 2018 est la suivante : 
cultures permanentes (47,8 %), forêts (20,8 %), terres arables (13 %), zones agricoles hétérogènes (9,4 %), zones urbanisées (7,8 %), prairies (1,2 %).
L'évolution de l’occupation des sols de la commune et de ses infrastructures peut être observée sur les différentes représentations cartographiques du territoire : la carte de Cassini (XVIIIe siècle), la carte d'état-major (1820-1866) et les cartes ou photos aériennes de l'IGN pour la période actuelle (1950 à aujourd'hui).

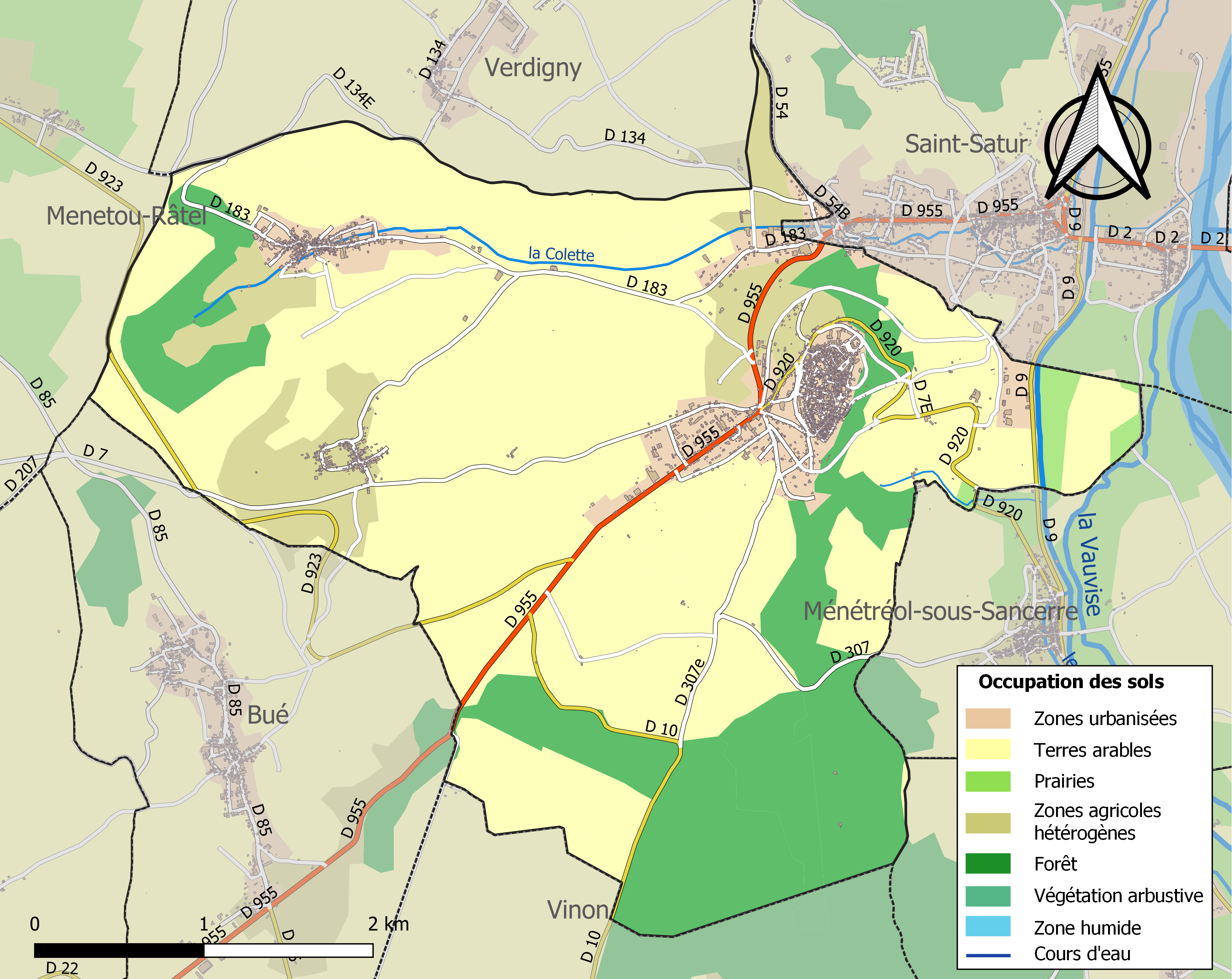
Carte des infrastructures et de l'occupation des sols de la commune en 2018 (CLC).

### Risques majeurs
Le territoire de la commune de Sancerre est vulnérable à différents aléas naturels : météorologiques (tempête, orage, neige, grand froid, canicule ou sécheresse), inondations, mouvements de terrains et séisme (sismicité très faible). Il est également exposé à deux risques technologiques,  le transport de matières dangereuses et la rupture d'un barrage. Un site publié par le BRGM permet d'évaluer simplement et rapidement les risques d'un bien localisé soit par son adresse soit par le numéro de sa parcelle.

#### Risques naturels
Certaines parties du territoire communal sont susceptibles d’être affectées par le risque d’inondation par débordement de cours d'eau, notamment le canal latéral à la Loire. La commune a été reconnue en état de catastrophe naturelle au titre des dommages causés par les inondations et coulées de boue survenues en 1982, 1990, 1992, 1999, 2001, 2003 et 2008,.

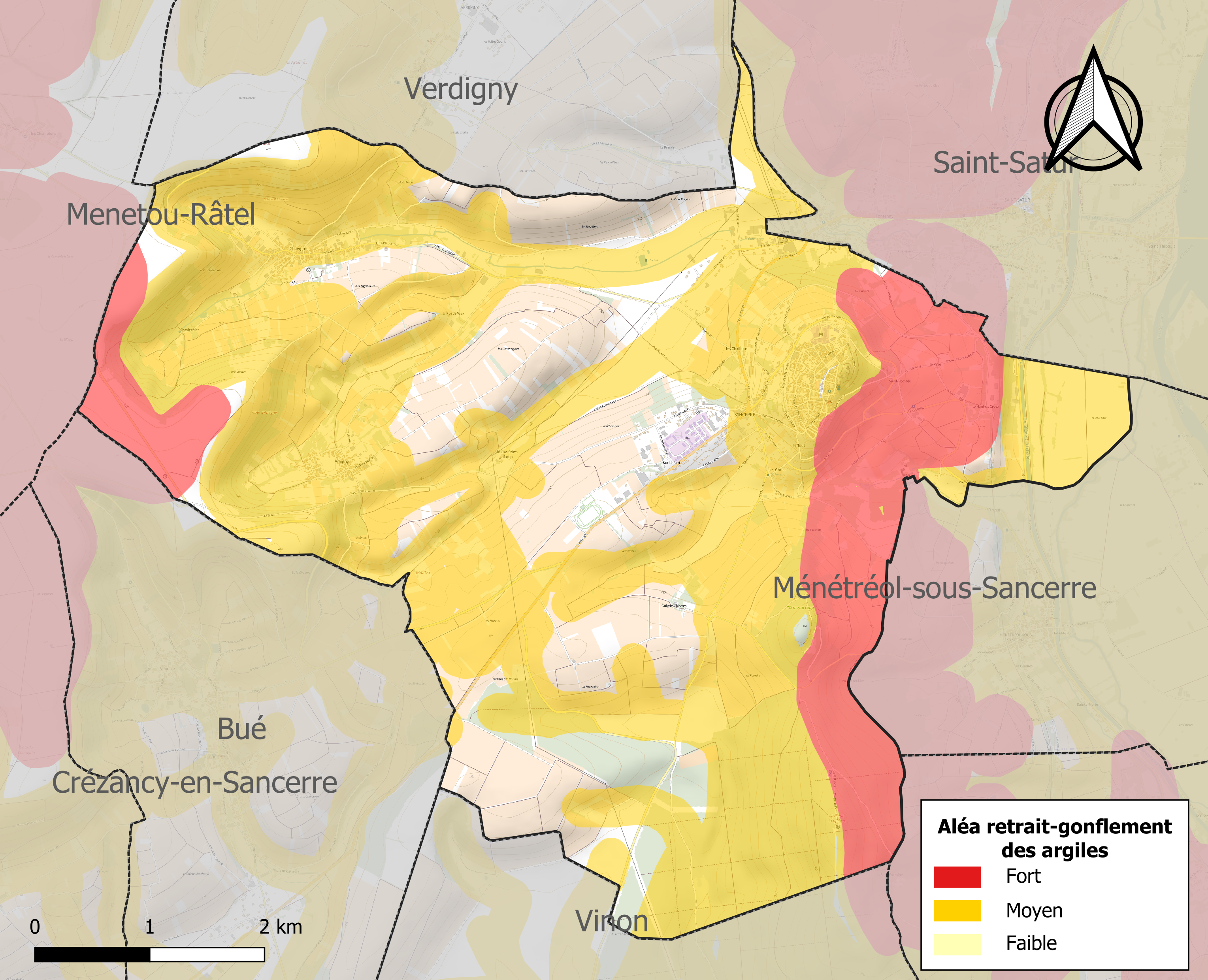
Carte des zones d'aléa retrait-gonflement des sols argileux de Sancerre.

La commune est vulnérable au risque de mouvements de terrains constitué principalement du retrait-gonflement des sols argileux. Cet aléa est susceptible d'engendrer des dommages importants aux bâtiments en cas d’alternance de périodes de sécheresse et de pluie. 76,7 % de la superficie communale est en aléa moyen ou fort (90 % au niveau départemental et 48,5 % au niveau national). Sur les 812 bâtiments dénombrés sur la commune en 2019, 735 sont en aléa moyen ou fort, soit 91 %, à comparer aux 83 % au niveau départemental et 54 % au niveau national. Une cartographie de l'exposition du territoire national au retrait gonflement des sols argileux est disponible sur le site du BRGM,.
Concernant les mouvements de terrains, la commune a été reconnue en état de catastrophe naturelle au titre des dommages causés par la sécheresse en 2019 et par des mouvements de terrain en 1999.

#### Risques technologiques
Le risque de transport de matières dangereuses sur la commune est lié à sa traversée par des infrastructures routières ou ferroviaires importantes ou la présence d'une canalisation de transport d'hydrocarbures. Un accident se produisant sur de telles infrastructures est en effet susceptible d’avoir des effets graves au bâti ou aux personnes jusqu’à 350 m, selon la nature du matériau transporté. Des dispositions d’urbanisme peuvent être préconisées en conséquence.
Une partie du territoire de la commune est en outre située en aval d'une digue. À ce titre elle est susceptible d’être touchée par l’onde de submersion consécutive à la rupture de cet ouvrage.

## Toponymie
Le nom de la localité est attesté sous la forme Gartona au Ier siècle et les formes latinisées [castrum] sancti Satyri en 1034, [castrum] Sanceri en 1129.
La hauteur primitive sur un plateau élevé à deux kilomètres sur la rive gauche de la Loire est associée à la légende du conquérant des Gaules, César. En 1146, sacro Cesaris en est d'ailleurs une dénomination de moine copiste. Ces sources érudites et historiques du XIXe siècle sont reprises par Ludovic Lalanne. Selon cette légende, le nom « Sancerre » serait tiré d'un hypothétique *Sacrum Caesaris, soit « de César le Sacré », ensuite christianisé en *saint César ou saint Cère.
Les études toponymiques modernes rejettent cette explication. Si le nom antique du site de hauteur gaulois est Gortona, l'oppidum est bien antérieur à la conquête des Gaules. L'occupation de cette hauteur remonterait au-delà de la période celtique de Hallstatt. Attirée par l'eau abondante, une petite cité gallo-romaine s'installe dans la plaine alors que le site de Gortona est abandonné. Un sanctuaire dédié à saint Satyrus, martyr africain du IIIe siècle, s'élève à proximité des voies marchandes et d'un cimetière externes à la petite cité. Elle préserve le nom du martyr africain dont les restes auraient été apportés là.
Au VIIIe siècle, est attesté un habitat de hauteur sur la colline, toujours dénommée Gortona, selon des fouilles archéologiques. Une partie des reliques y est mise fin IXe siècle à l'abri des pillages. En 1034, il est fait mention d'un château sancti Satyri, dans un document rédigé en latin médiéval. La forme populaire de Satyrus donne Sayre en ancien français, puis Serre.
 Sancerre est donc un *Saint-Satur analogue à Saint-Satur (Cher, S. Satyrus 1104), avec une évolution phonétique populaire.

## Histoire
De 1152 à 1789, le comté de Sancerre appartient à de grandes familles du royaume de France, successivement la maison de Sancerre (1152-1419), la maison d'Auvergne (1419-1436), la Famille de Bueil (1451-1628), la maison de Condé (1628-1777), la maison d'Espagnac (1777-1786) et le roi Louis XVI (1786-1791).

### Antiquité
Localisée dans la partie de la Gaule située entre la puissante tribu celtique des Bituriges et celle des Éduens, la colline de Sancerre surplombant l'un des rares endroits guéables de la Loire aurait intéressé Jules César qui y sédentarisa un peuple originaire de Bohême, les Boïens. La ville de Gorgobina, « cité capitale » de ce peuple, occupe aujourd'hui ce qui est devenu le quartier hors les murs de Saint-Romble de Sancerre et Saint-Thibault-sur-Loire. Les vins produits dans la région auraient commencé à gagner en popularité dès l'année 313 lorsque l'Empereur Constantin Ier déclara le christianisme comme religion officielle. Le vin prend alors une valeur dans le culte chrétien.

### Moyen Âge central et tardif
Le château de Sancerre, dont la date de fondation est inconnue, est construit à partir du XIIe siècle par Étienne Ier de Sancerre, fils de Thibaut IV de Blois dit Le Grand, sur une colline facilement défendable, et à proximité du village formé autour de l'abbaye de Saint-Satur. Un nouveau village se constitua autour du château, qui finit par devenir plus important que le village d’origine. La colline de Sancerre a servi de refuge aux populations lors des désordres de la nature et des invasions.
Étienne Ier fortifie la cité, bat monnaie, développe la culture de la vigne, avant son décès survenu probablement en 1176. Il est à l'origine de la dynastie de la Maison de Sancerre et ses descendants régneront sur la cité jusqu'en 1419. En 1152, la région est promue comté dépendante de la Champagne, sous le nom de Sancerre. En 1226, le roi de France, Louis, achète la souveraineté de Sancerre à Thibaut Ier de Navarre.
Louis de Sancerre est promu en 1369 maréchal de France. Il mène la reconquête des terres contrôlées par l'Anglais : le Poitou, la Saintonge ainsi qu'une partie de la Guyenne. Ces exploits lui offrent le titre de connétable de France en 1397. En 1383, son frère Jean III de Sancerre a acquis la terre de Boisgibault assise au comté de Sancerre, de Gaucher de Châtillon, seigneur de Tracy ; il fait construire en 1380 le donjon (de nos jours connu sous l'appellation « tour des Fiefs ») du château féodal qui comprenait à l'époque six tours.
Louis XI fait évoluer l'administration de la ville. En novembre 1480, il y ordonne la création d'un échevinage, en nommant un maire, Pierre Deville, ainsi que six échevins et six bourgeois-conseillers.

### Époque moderne
Les habitants de la ville comtale embrassent la réforme protestante dès les années 1550. Sancerre est à l'époque une forte position et devient une place de guerre calvinistes. La paix de Saint-Germain en 1570 la laisse théoriquement au roi de France Charles IX, mais elle est acquise aux protestants.

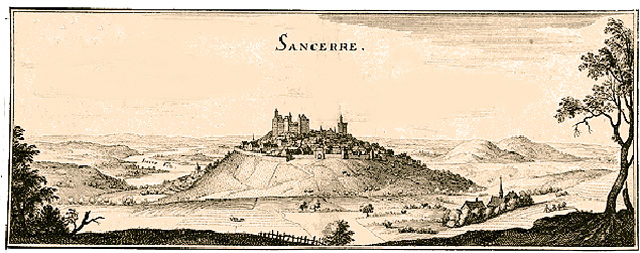
Sancerre au XVI.

Sancerre continue à résister un an après le massacre de la Saint-Barthélemy et la reprise des guerres. La ville forte a refusé de « faire cesser les prêches » et de recevoir une garnison royale. Elle est l'objet d’un siège de huit mois, de mars à août 1573, par les forces catholiques du roi, une armée de sept mille hommes, commandée par le gouverneur du Berry, le maréchal de La Châtre. Les catholiques de la ville, au lieu de fuir, se joignent par solidarité citadine aux protestants.
Le siège a été raconté par un pasteur protestant, également grand voyageur et homme de lettres, qui a survécu au siège, Jean de Léry, dans l'Histoire mémorable du siège de Sancerre, mais cette source n'est pas recoupée. D'après son témoignage, nécessairement partial, le siège aurait été effroyable : la ville aurait reçu 5 915 coups de canons, la famine terrassé cinq cents habitants, on y aurait mangé le cuir des souliers, des pains de paille et d'ardoise pilée. Le 24 août 1573, la ville capitule après 220 jours de siège. Les murailles sont détruites, les portes de la ville brûlées, la cloche du beffroi confisquée et une amende de quarante mille livres exigée. Le 12 septembre 1573, l'échevin et gouverneur militaire de la ville, André Jouhanneau, est assassiné et son corps jeté dans le puits de la Halle. Le nom de « Petite Rochelle » lui est donné après avoir subi un pareil siège.

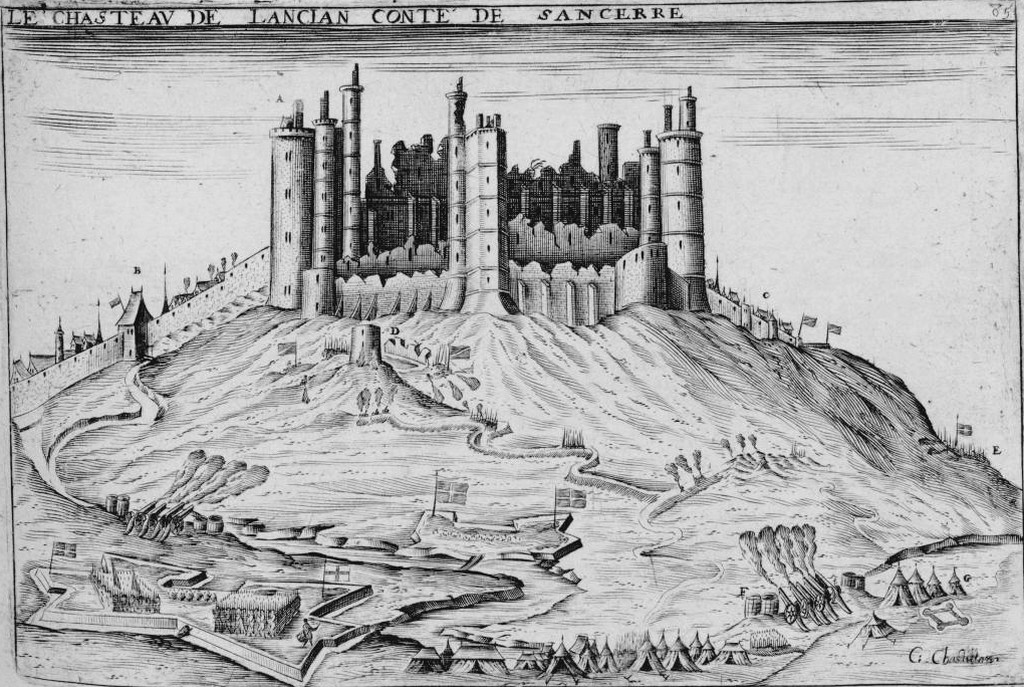
Siège de Sancerre au XVI.

Le démantèlement du château est ordonné en 1621 par Henri II de Bourbon-Condé, le gouverneur du Berry, à la suite d'un ultime soulèvement. Le Concordat de 1802 permettra la réouverture du temple protestant de Sancerre ainsi que la présence d'un pasteur.
À partir de 1627, le vin abonde et les terres à cultiver deviennent trop importantes en superficie. Le gouverneur interdit alors la plantation de nouveaux vignobles dans la région mais cette loi est levée en 1791 lors de la Révolution française.

### Révolution française
En 1789, Vincent Poupard, curé de Sancerre, est élu député du clergé pour les États généraux de 1789 de Versailles.  Pendant la Révolution française, le peuple, devant les réformes imposées à la Couronne par le chantage à la dette publique, et qui appauvrissent tant la population que le Trésor public, manifeste son mécontentement. En 1795, la commune de Sancerre se soulève avec à sa tête Antoine Le Picard de Phélippeaux. Ce fut un ami de Bonaparte à l'École militaire de Paris. En avril de cette année, Sancerre fait l'objet d'occupation par les forces de l'armée républicaine. Phélippeaux est fait prisonnier mais réussit à s'échapper en Angleterre. Il décède finalement en 1799 face à son ancien compagnon Bonaparte en défendant la ville de Saint-Jean-d'Acre, en Palestine. Sancerre est chef-lieu de district de 1790 à 1800 puis chef-lieu d'arrondissement jusqu'en 1926.

### XIXesiècle
Dans les années 1850, des maladies apparaissent telles que l’oïdium. Cette maladie fut un fléau pour les habitants durant une quinzaine d'années, elle a aussi ravagé de nombreux vignobles. Avant 1880, Sancerre, sous-préfecture du Cher à 48 km au nord-est de Bourges, compte 3 700 habitants[réf. souhaitée]. La ville est irrégulièrement bâtie et entourée de magnifiques campagnes. Elle dispose d'un tribunal de première instance, d'un collège et d'une société d'agriculture. Le commerce de chanvre, de grains, de noix, de laine et bestiaux la caractérise, en plus de son vignoble producteur de bons vins rouges et blancs.

### XXesiècle

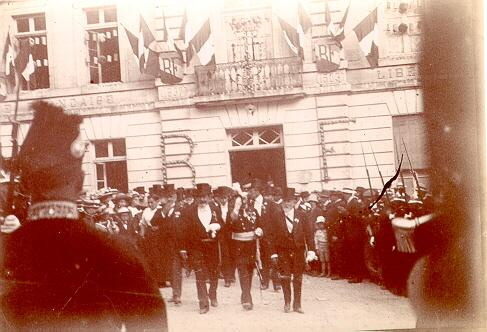
24 août 1913 - Inauguration des services d'eau et d'électricité de Sancerre (départ de la mairie)

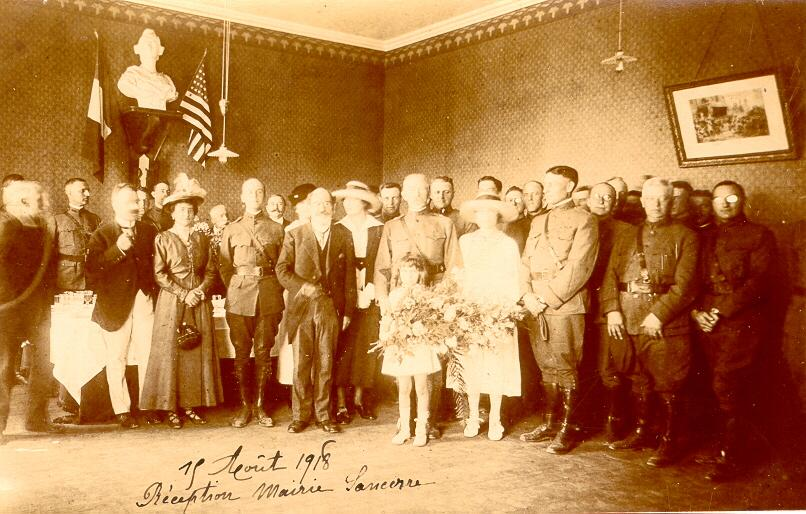
15 août 1918 - Réception régiment américain en poste à Sancerre

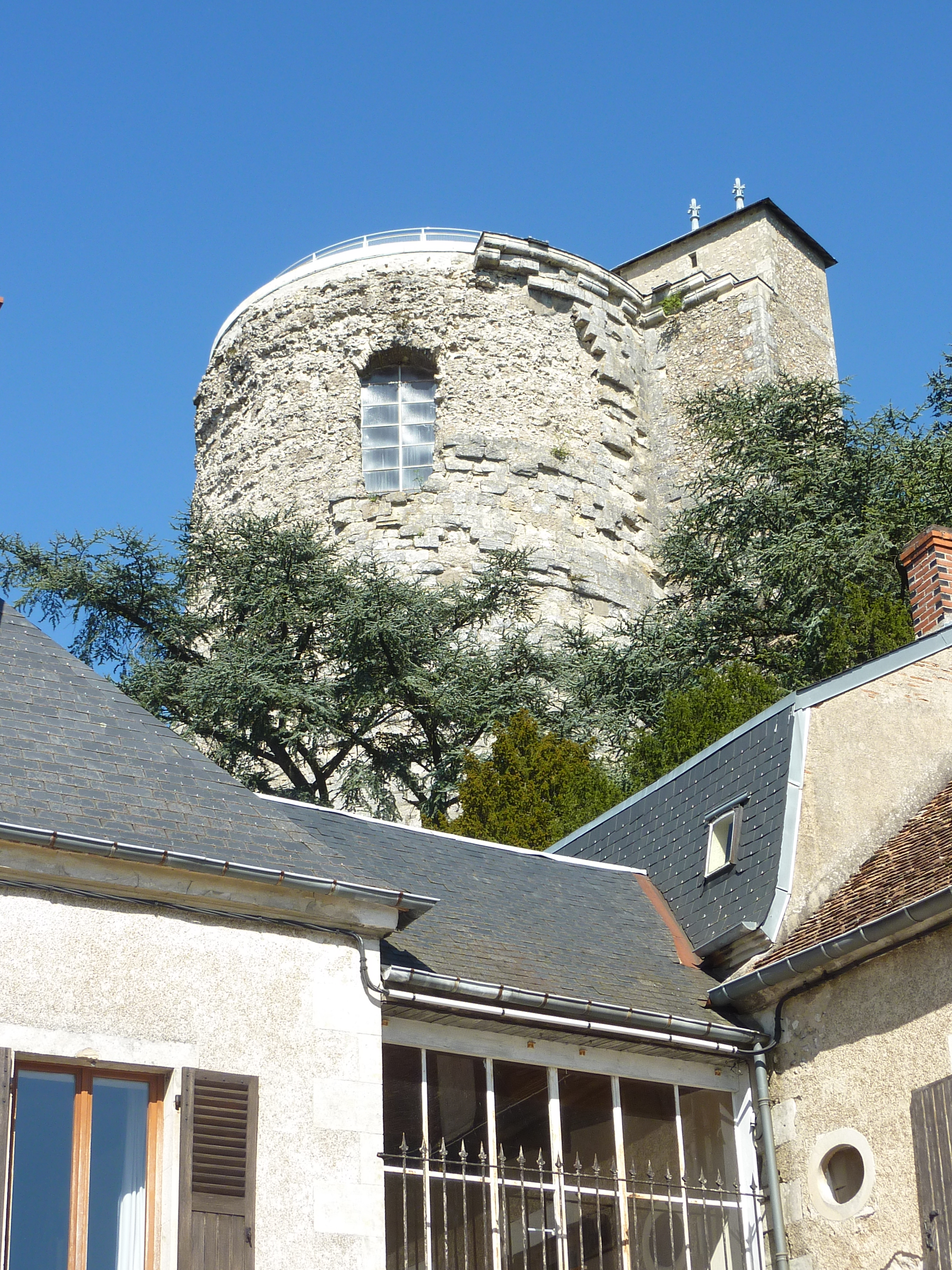
La tour des Fiefs, dernier vestige du château féodal.

#### Mandat de Jules Habert (1904-1919)
Extrait du journal annonçant le décès de Jules Habert (1859-1951) - "En 1904, à la demande d’un groupe de Sancerrois, M. Jules Habert se présentait aux élections municipales et était élu et nommé maire. Réélu à plusieurs reprises, il resta à la tête de l’administration municipale jusqu’en novembre 1919, date à laquelle il fut remplacé par M. Panseron. Le passage à la mairie de M. Jules Habert, qui s’était attiré la sympathie de ses administrés, fut marqué par deux importantes réalisations : l’adduction d’eau potable et l’installation de l’électricité. 
C’est en août 1913 que furent inaugurés ces deux services qui devaient transformer, dans le sens du progrès, la vie de notre cité. Qui ne se souvient des nombreux puits publics - il en reste encore quelques uns - autour desquels on se pressait pour monter un seau d’eau de 10 ou 20 mètres de profondeur ? On n’a pas oublié non plus les vieux réverbères à pétrole qui nécessitaient les soins journaliers d’un allumeur municipal. C’est dire avec quelle satisfaction furent accueillis le service d’eau potable et l’éclairage électrique.
M. Jules Habert, qui eut la joie de présider à la mise en marche de ces deux éléments de progrès, eut, par contre, à remplir, les années suivantes, un triste devoir. Il devait avoir, en effet, de 1914 à 1918, de par sa fonction de maire, le triste privilège d’informer - et nous avons su que cela lui causait une peine immense - les familles sancerroises de la mort sur le champ de bataille de l’un des leurs. Triste et pénible mission qui se renouvela, hélas ! de trop nombreuses fois. En 1918, il lui incomba d’accueillir en notre ville le régiment de soldats américains qui installa son dépôt à Sancerre. C’était le prélude aux beaux jours de la victoire".

##### Sancerre, commune socialiste de Paul Milhiet
En 1935, à la suite des élections municipales, le maire de la ville est Paul Milhiet. Il est le successeur de Jules Habert et reste maire de Sancerre de 1919 à 1942, avant d’être révoqué par le gouvernement de Vichy. La liste de Milhiet est composée de socialistes et de radicaux socialistes. Cette liste est élue dans sa totalité au premier tour, face à une liste de modérés et un candidat isolé. Paul Milhiet remporte donc ces élections au premier tour avec 343 voix. En conséquence, le maire sortant garde sa place de maire, et la ville est à majorité socialiste en 1935.

##### Élections législatives du 26 avril et du 3 mai 1936 dans le Sancerrois
Dans le canton de Sancerre, c’est un député SFIO (Section française de l'Internationale ouvrière) qui est élu et qui siège à l’Assemblée nationale. Il s’agit de Jean Castagnez, né le 29 avril 1902 à Castillonnès (Lot-et-Garonne) et mort le 5 juillet 1976 à Cadillac-sur-Garonne (Gironde). Il a créé le 15 avril 1932 le bimensuel socialiste Le Sancerrois. Lors de ces élections, il remporta au premier tour 34,2 % des voix et le candidat communiste Joseph Millérioux seulement 9,5 % des voix. Millérioux s’est désisté au second tour au profit de Castagnez qui fût élu. Les élections de 1936 aboutissent sur le deuxième mandat de Castagnez, en effet, il avait déjà été élu député du Cher lors des élections de 1932, en récupérant les voix des communistes.

##### Élections sénatoriales du 23 octobre 1938
Lors des élections sénatoriales du 23 octobre 1938, le département du Cher vote à gauche, mais c’est André Breton qui est élu. Le maire de Sancerre s’était présenté, ainsi que son conseiller Victor Bouillot, un républicain. Milhiet, le maire de Sancerre, ne récolta que 69 voix, et son conseiller général Victor Bouillot, républicain, en obtint 157. Il y eut aussi la participation du maire d’Aubigny-sur-Nère, monsieur Morin, qui était radical socialiste. Les candidats du Sancerrois n’ont pas été élu mais Victor Bouillot n’a que 15 voix d’écart avec André Breton. Il remercie alors les électeurs socialistes sur le numéro du Journal de Sancerre qui suit cette élection. Ce journal est situé plutôt à gauche politiquement mais Bouillot tient à remercier les électeurs. En effet, il dit : « J’ai essayé de grouper tous les citoyens de bonne volonté autour du vieil idéal républicain d’union et de concorde qui avait tant de fois conduit nos devanciers à la victoire ».
Victor Bouillot avait cherché à rassembler des électeurs de bords différents, ce qui lui a tout de même permis de récolter un bon nombre de voix, beaucoup plus que le score des candidats SFIO (Section française de l'Internationale ouvrière), dont fait partie Paul Milhiet qui n’a obtenu que 69 voix.

#### Premiers mouvements de troupes dans le Sancerrois à l'été 1940, la guerre atteint la population
Alors que la bataille de France dure depuis le 10 mai sur la frontière Est de France, le 16 juin 1940 marque la retraite des troupes françaises dans le Sancerrois. Le groupe d’armées N° 4 est un groupe d’armées fondé en mai 1940 à l’Est et qui regroupe la deuxième et la quatrième armée. Il est dirigé par le général Charles Huntziger. Ce groupe d’armées se replie donc le 16 juin 1940 sur la Loire, entre la ville de Cosne-sur-Loire, dans la Nièvre, jusqu’au sud de la ville de Bourbon-Lancy, dans le département de Saône-et-Loire. Ce mouvement de retraite s’inscrit dans le plan de repli sur toute la Loire des différents groupes d’armées. Le secteur du Sancerrois est essentiellement défendu par des divisions d’infanterie issues du quatrième groupe d’armées. Elles sont déployées de sorte à maintenir les ponts et certains points clés du secteur pour coordonner la suite des opérations militaires. Au nord, dans la ville de Cosne-sur-Loire, on trouve le 27e groupe de reconnaissance de division d’infanterie (GRDI). C’est une unité créée avant la guerre et qui regroupe des escadrons de cavalerie chargées de plusieurs missions au profit des divisions d’infanterie. Les escadrons devaient par exemple prendre contact avec les forces ennemies, prendre des renseignements, mais aussi sécuriser des points stratégiques ou des formations ainsi que renforcer les divisions d’infanterie. Le 27e groupe de reconnaissance était issu du 20e régiment de dragons et des 11e et 29e centres mobilisateurs de cavalerie (CMC). Ils étaient intégrés de la 21e division d’infanterie. Ce GRDI était composé de 28 officiers, 63 sous-officiers et 594 hommes de troupe. Leur armement, en plus de celui réglementaire du soldat français de juin 1940, était agrémenté d’armes collectives, comme des mitrailleuses Hotchkiss M1914 ou des Reibel MAC 31. De plus, on peut ajouter des FM 24/29, utilisés par un seul homme avec des chargeurs transportés dans des ceinturons adéquats par un second soldat. Il y avait aussi la présence d’armes plus lourdes, comme des canons et des mortiers, sans compter tous les véhicules accompagnant le 27e GRDI, comme les camions, les motos et les véhicules présents pour soutenir les troupes.
La ville de Sancerre était elle aussi défendue par un GRDI, le 40e GRDI. Il était rattaché à la 7e DI et à la 238e division légère d’infanterie, et était soutenu par le quatrième centre mobilisateur de cavalerie. Ces divisions étaient commandées par les généraux Hupel et Debeney. Ce GRDI fût présent à Sancerre du 16 au 21 juin 1940 dans l’opération de repli des troupes françaises. C’est aussi à ce moment-là, le 17 juin, que le maréchal Pétain donne depuis Bordeaux son discours appelant à l’arrêt des combats pour les forces françaises. Les troupes françaises dans le Sancerrois sont alors présentes dans une optique de défense du territoire face aux troupes allemandes, le combat est déjà perdu mais les armées restent en place jusqu’au 21 juin, veille de la signature de l’armistice du 22 juin 1940. De nombreux autres régiments, essentiellement des divisions d’infanterie et des GRDI, ont manœuvré dans le Sancerrois avant la déclaration de l’armistice.

#### Début de l’occupation de la ville en juin 1940

##### Présence des forces allemandes dans la ville
La région de Sancerre est occupée entre le 19 juin et le 24 juillet 1940 par des éléments du 38e corps d’armé de la Heer. Il s’agit de la première division de cavalerie (une division composée de combattants à cheval), et des 6e, 27e et 46e divisions d’infanterie. Ces unités sont sous les ordres du Generalfeldmarschall Erich von Manstein. Le rôle du général dans le Sancerrois était de restructurer ses divisions d’infanterie et de cavalerie en divisions Panzers et en divisions mécanisées. Von Manstein est considéré par certains historiens militaires et généraux de la Wehrmacht ainsi que de l’Armée rouge comme un excellent stratège, d’après Benoît Lemay. Par la suite, les troupes d’occupation seront moins nombreuses dans le Sancerrois car la région n’est pas d’une importance stratégique capitale et ne nécessite pas d’être gardée par une division de cavalerie et trois d’infanterie.

##### Réquisitions de logements par la Wehrmacht
Une fois la ville capturée, la Wehrmacht réquisitionna de nombreux logements pour ses soldats et ses officiers. Ces logements de soldats sont consignés par l’administration allemande. C’est le cas de madame Parmentier, qui habitait au no 4 de l’avenue Nationale à Sancerre, a logé dans sa maison quatre sous-officier et six soldats entre le 19 novembre 1942 et le 7 décembre 1942. Certains avaient aussi l’obligation de loger des blessés ou des malades, comme Sabassier qui a du loger dans sa maison place de la Halle à Sancerre quatre blessés du 24 novembre 1942 au 7 décembre 1942. Par ailleurs, Édouard Rafaitin, propriétaire d’un hôtel Rempart des Augustins, a fourni une chambre pour un capitaine et une autre pour son ordonnance entre le 12 février et le premier avril 1941. Les Allemands ont aussi investi certains garages et ateliers pour entretenir leurs véhicules. C’est le cas de Jean Gauyer qui devait s’occuper de dix « Kraftfahrzeuge », des véhicules à moteur, dans son atelier-garage de la rue Saint-André à Sancerre. Monsieur Gaudry et madame Morin devaient eux aussi voir leur atelier occupé mais seulement pour un seul véhicule pour chaque garage. De plus, ils devaient offrir leurs services de mécanicien aux Allemands. Aussi, entre le 25 juin 1940 et le  mois de janvier 1942, on compte 47 logements, bâtiments et garages réquisitionnés pour loger les troupes allemandes dans la ville de Sancerre. Le château de Sancerre, propriété de la famille Marnier-Lapostolle, famille productrice de vin de Sancerre mais surtout de Grand-Marnier depuis le 19e siècle, a logé l’état-major avec le général von Manstein pendant qu’il dirigeait les opérations dans le Sancerrois. Toutes les réquisitions de logement ont été couvertes par des indemnités données par l’État français, elles ne concernent que les jours où les logements étaient occupés, pas les occupations illégales et les dégâts engendrés. Ces indemnités devaient être versées par la préfecture sur production d’états établis par le maire des communes. De plus, les indemnités comprennent aussi les écuries réquisitionnées pour loger les chevaux, mais uniquement ceux utilisés pour un usage militaire. Pour les réquisitions des mois de juin et juillet 1940, la préfecture a dû rembourser 6 897 francs, sous forme d’indemnités, aux habitants de Sancerre ayant eu une occupation totale de leur foyer. En comparaison, pour les mois de décembre 1941 et janvier 1942, les indemnités s’élèvent à 9 534 francs pour les habitants subissant une occupation partielle de leur logement.
Pendant la Seconde Guerre mondiale, Sancerre aurait été un centre de commandement régional pour la Résistance intérieure française[réf. nécessaire]. En août 1944, lors de l’opération Spencer, Sancerre était positionnée sur l'aile droite. Cette offensive alliée visait à empêcher les Allemands de traverser la Loire entre Gien et Nevers et renforcer les troupes en Bretagne. Les Forces françaises libres y ont fait sauter le pont de Saint-Thibault-sur-Loire.

## Démographie
| 1793  | 1800  | 1806  | 1821  | 1831  | 1836  | 1841  | 1846  | 1851  |
| ----- | ----- | ----- | ----- | ----- | ----- | ----- | ----- | ----- |
| 2 630 | 2 634 | 2 357 | 3 102 | 3 032 | 3 482 | 3 483 | 3 648 | 3 703 |

| 1856  | 1861  | 1866  | 1872  | 1876  | 1881  | 1886  | 1891  | 1896  |
| ----- | ----- | ----- | ----- | ----- | ----- | ----- | ----- | ----- |
| 3 693 | 3 758 | 3 707 | 3 671 | 3 691 | 3 795 | 3 792 | 3 853 | 3 301 |

| 1901  | 1906  | 1911  | 1921  | 1926  | 1931  | 1936  | 1946  | 1954  |
| ----- | ----- | ----- | ----- | ----- | ----- | ----- | ----- | ----- |
| 2 998 | 2 970 | 2 822 | 2 408 | 2 337 | 2 067 | 2 143 | 2 241 | 2 629 |

| 1962  | 1968  | 1975  | 1982  | 1990  | 1999  | 2004  | 2006  | 2009  |
| ----- | ----- | ----- | ----- | ----- | ----- | ----- | ----- | ----- |
| 2 543 | 2 461 | 2 460 | 2 139 | 2 059 | 1 799 | 1 831 | 1 789 | 1 667 |

| 2014  | 2019  | 2022  | - | - | - | - | - | - |
| ----- | ----- | ----- | - | - | - | - | - | - |
| 1 444 | 1 349 | 1 328 | - | - | - | - | - | - |

## Politique et administration

### Liste des maires
| Période    | Période   | Identité        | Étiquette | Qualité |
| ---------- | --------- | --------------- | --------- | --- |
| 1971       | 1995      | Jacques Genton  | UDF       | Secrétaire général honoraire du comité économique et social des communautés européennes Sénateur (1971-1998), conseiller général du canton de Sancerre (1982-1994) |
| 1995       | mars 2001 | Pierre Touzery  | DVD       | Conseiller général du canton de Sancerre (1994-2001) |
| mars 2001  | 2014      | Jacques Haton   | SE        | |
| avril 2014 | En cours  | Laurent Pabiot, | LR        | Chef d'entreprise de dix salariés ou plus, Président de la Communauté de communes Suppléant de la sénatrice Marie-Pierre Richer                                    |

## Vie locale

### Politique environnementale
La commune possède les labels ville fleurie depuis 2016, une fleur lui a été attribuée par le Conseil national des villes et villages fleuris de France dans le cadre du concours des villes et villages fleuris, et Les Plus Beaux Détours de France.

### Jumelage
- Eccleshall (Angleterre)
- Bertinoro (Italie)
- Hof van Twente (Pays-Bas)

### Sport
- Le rallye des Vignobles, randonnées en octobre.
- Le Trail de Sancerre, organisé en juin.

### Médias

#### Presse écrite
- Le Berry républicain
- La Bouinotte
- La Voix du Sancerrois

#### Radios
- France Bleu Berry
- RCF en Berry
- Vibration
- Radio Clash

#### Télévision
- France 3 Centre-Val de Loire

## Économie

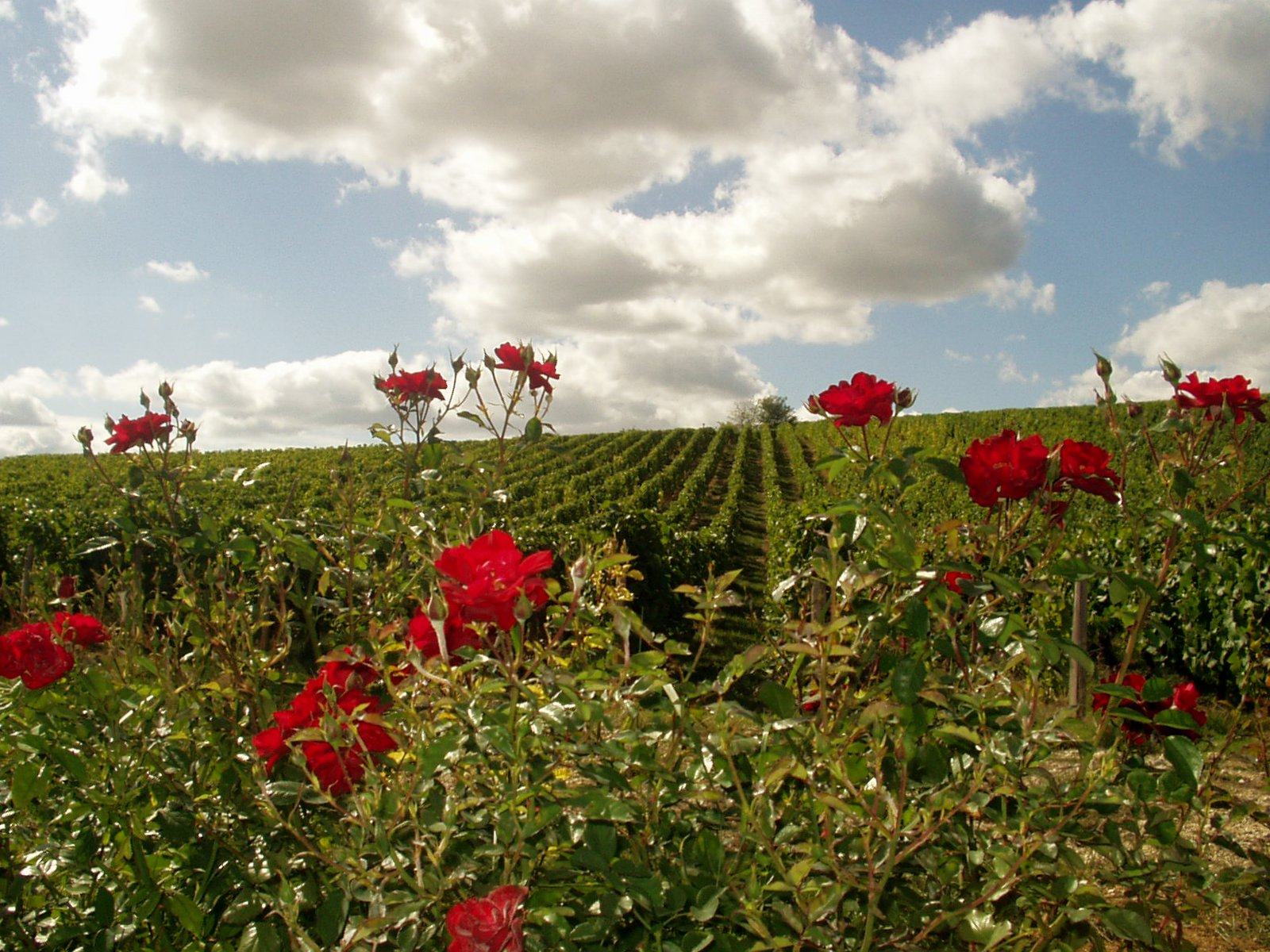
Le vignoble de Sancerre.

L'économie agricole de la commune repose sur deux appellations d'origine contrôlée : le vin de Sancerre et le fromage de chèvre crottin de Chavignol.
Dans les années 1960, l'export du vin dans la capitale s'intensifie grâce au développement des chemins de fer à proximité du vignoble. Sancerre ouvre ses portes au pays français, ce qui permet de promouvoir ses vins.

### Vins de Sancerre
Les viticulteurs sancerrois produisent un vin blanc sec issu de sauvignon blanc ainsi qu'un rouge et un rosé issus du pinot noir. Les vins blancs, rouges et rosés issus de ces cépages obtiennent l'appellation d'origine contrôlée respectivement en 1936 et 1959. Les vins de Sancerre sont aujourd'hui connus dans le monde entier.

## Culture locale et patrimoine

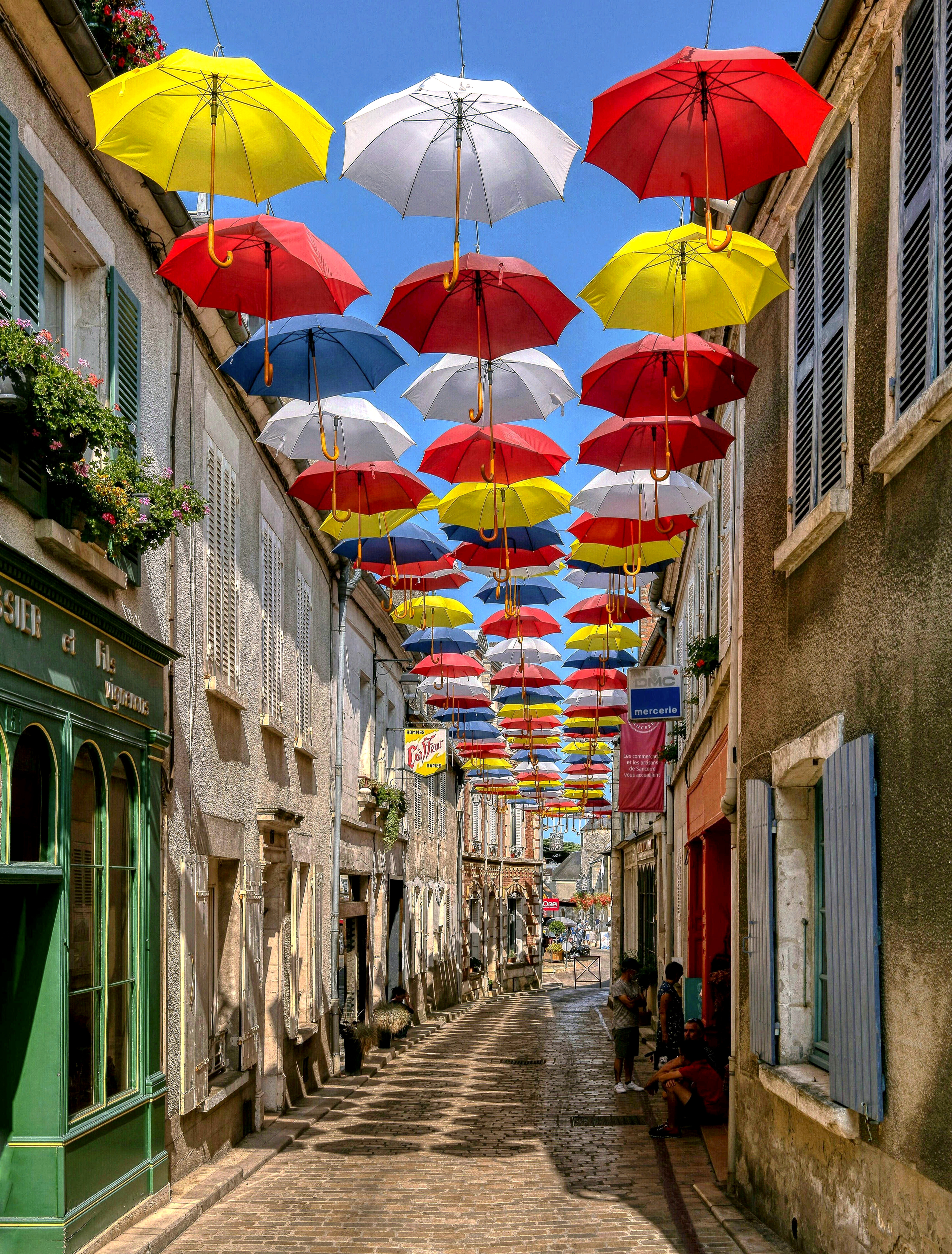
Décor de parapluies dans la rue Saint-Jean de Sancerre. Septembre 2020.

### Littérature
La ville de Sancerre est liée à de nombreuses œuvres littéraires. Le marquis de Sade a intitulé une de ses histoires La Comtesse de Sancerre dans Les Crimes de l'amour. Sancerre et le Sancerrois ont inspiré plusieurs auteurs francophones et anglophones. 
Au XIXe siècle, François-René de Chateaubriand séjourne au château de l’Estang, Stendhal au château de Tracy lors d’un bref séjour en 1830. 
L'action de La Muse du département d'Honoré de Balzac se situe à Sancerre. Sancerre est aussi la patrie de deux des principaux personnages de La Comédie humaine, le médecin Horace Bianchon et le journaliste Étienne Lousteau. Les Héritiers Boisrouge, roman ébauché en 1836 par Balzac, se situe aussi à Sancerre.
Georges Simenon a séjourné dans un hôtel situé à Saint-Thibault-sur-Loire ; il y a écrit le roman Les Sœurs Lacroix (1938). Sancerre accueille une enquête du commissaire Maigret, du même écrivain : Monsieur Gallet, décédé (1931).

### Lieux et monuments
- Le vignoble sancerrois.
- L'église Notre-Dame de Sancerre, XVIIe-XIXe siècle.
- L'église Saint-Pierre de Sancerre. L'église Saint-Père-la-None dépendait de Saint-Benoît-sur-Loire, dont il ne reste qu'un portail et des chapiteaux rassemblés sur la place à proximité[55].
- L'hôtel de la Thaumassière[56] date du XVIIe siècle ; son toit est orné de belles sculptures en pierre, la façade.
- La tour des Fiefs : du haut de ses 195 marches et d'une hauteur de quarante mètres, ce dernier vestige de l'ancien château féodal offre une belle vue panoramique sur Sancerre et sa région ; l'arrière est orné d'une magnifique glycine plantée en 1903.
- La place du Beffroi et le beffroi de Sancerre, dit aussi « tour Saint-Jean », qui fut privé de son horloge et de sa cloche après le siège de 1573. Une chapelle se trouve au rez-de-chaussée.
- Le temple protestant de Sancerre : ancienne « chapelle des nouvelles converties » concédée aux protestants de la ville dès 1797. Ce bâtiment, remanié en 1894, a été inauguré en 1700. Il a été construit avec les matériaux récupérés des anciens temples détruits au moment de la Révocation de l’Édit de Nantes, en 1685.
- Le logis du seigneur d'Herry, demeure à tourelle d'escalier, fin XVe siècle, devenue après restauration la « maison des Sancerre »[57],[58], musée interactif, ou maison Farnault[59].
- Maisons anciennes situées dans des rues étroites et pittoresques dont le quartier des vignerons et la « rue des Juifs »[60].

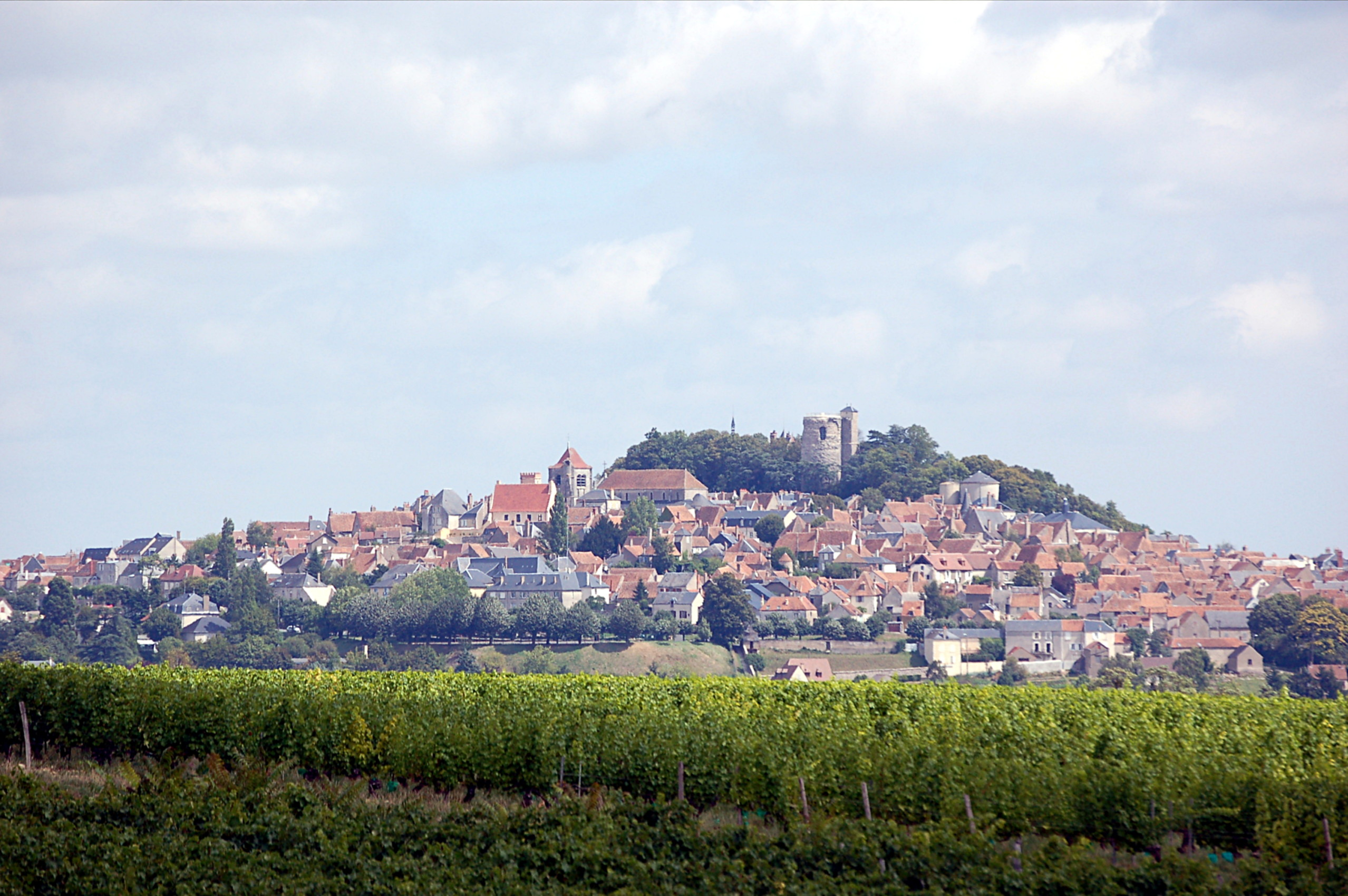
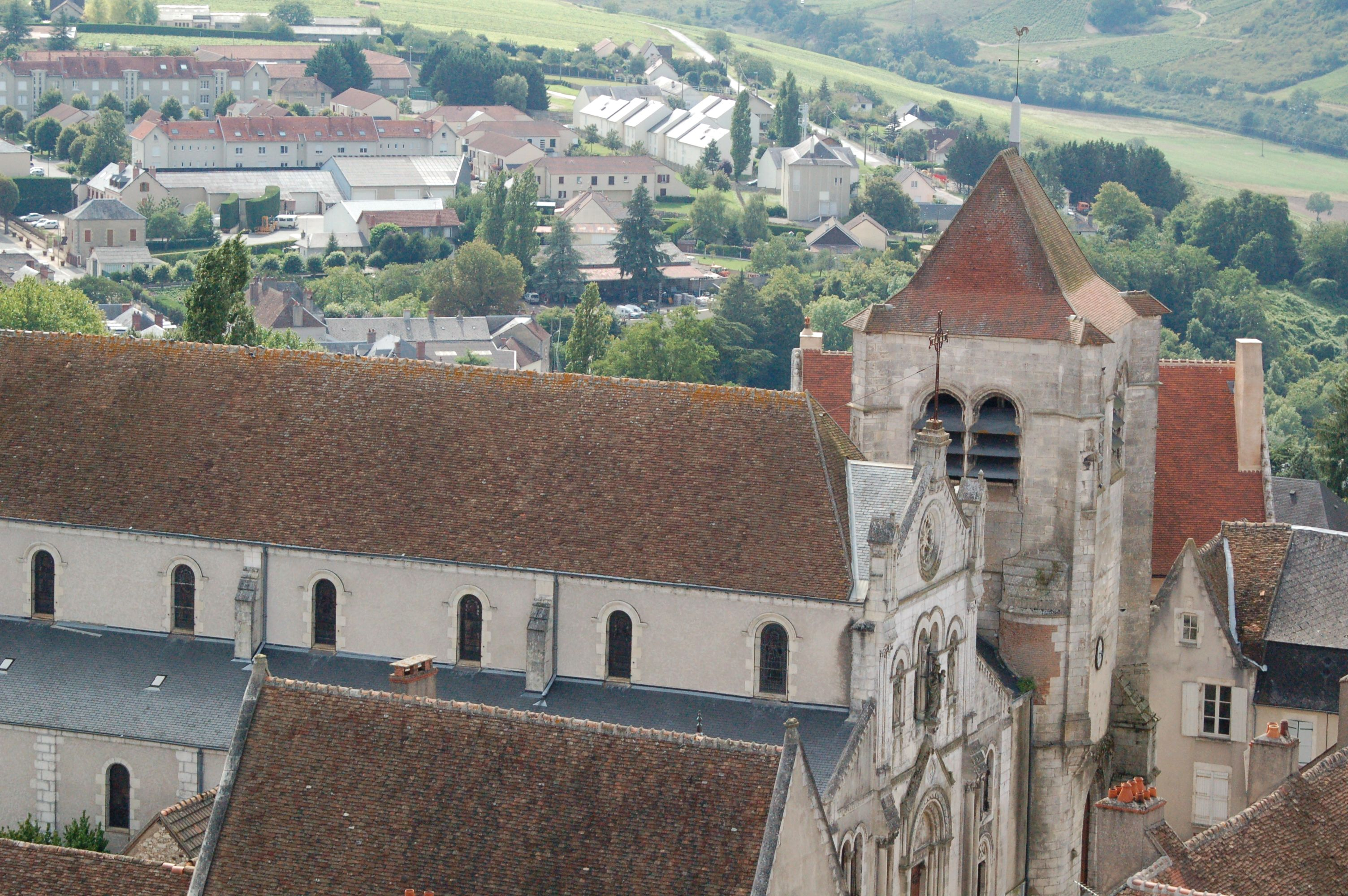
L'église paroissiale Notre-Dame de Sancerre.
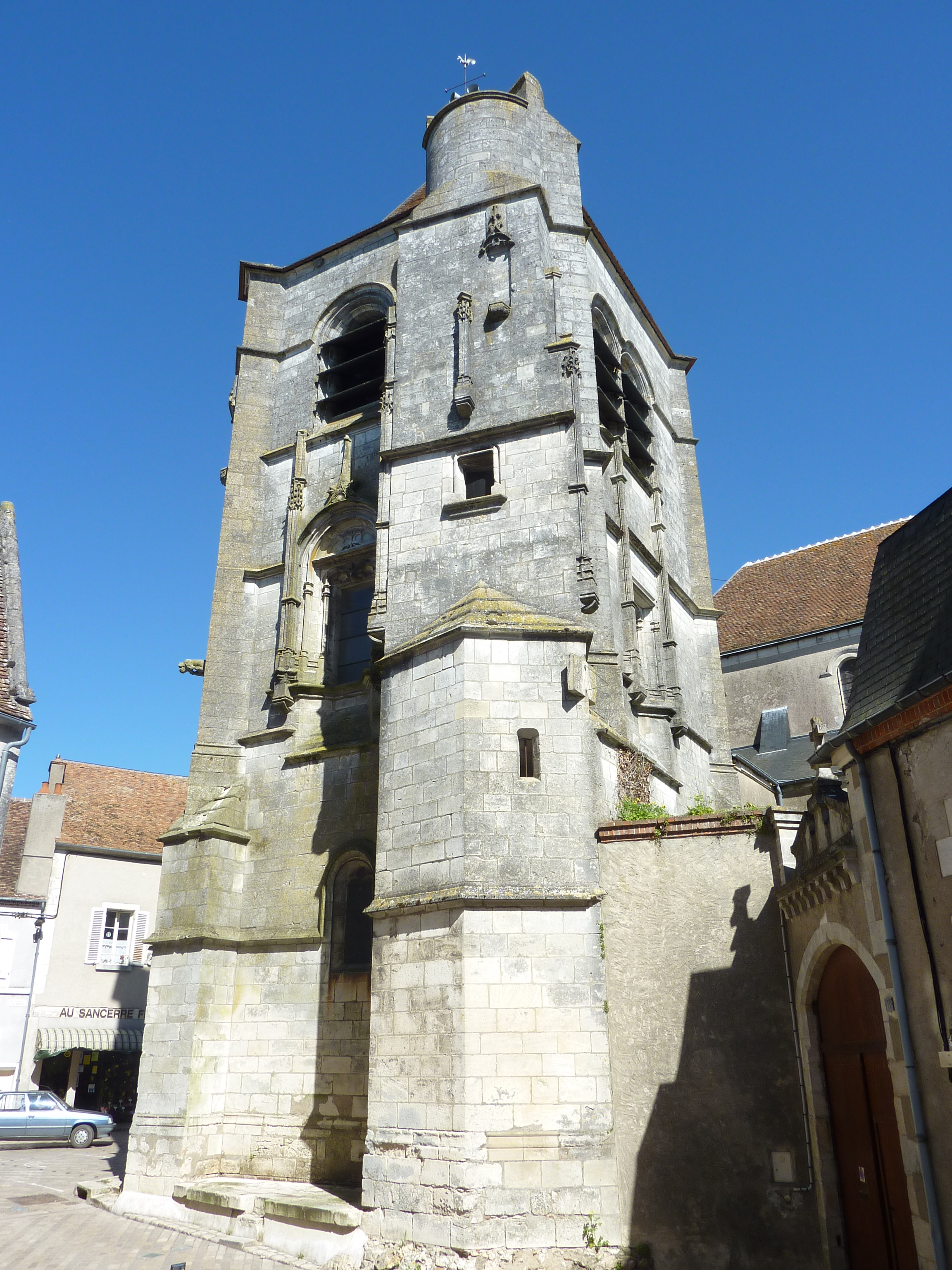
Le beffroi.
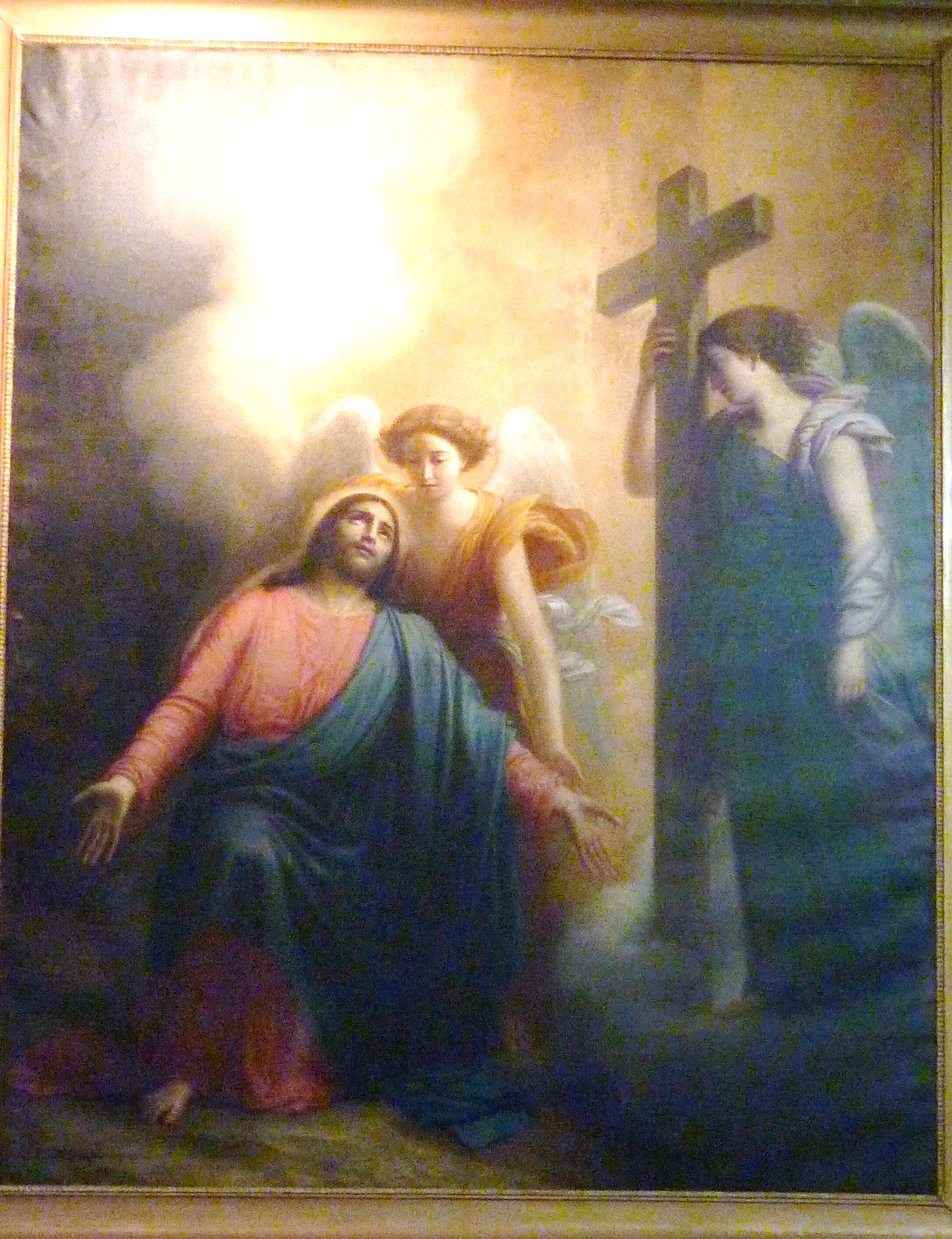
Le Christ au Jardin des Oliviers, 1841, par Thomas Degeorge[61].
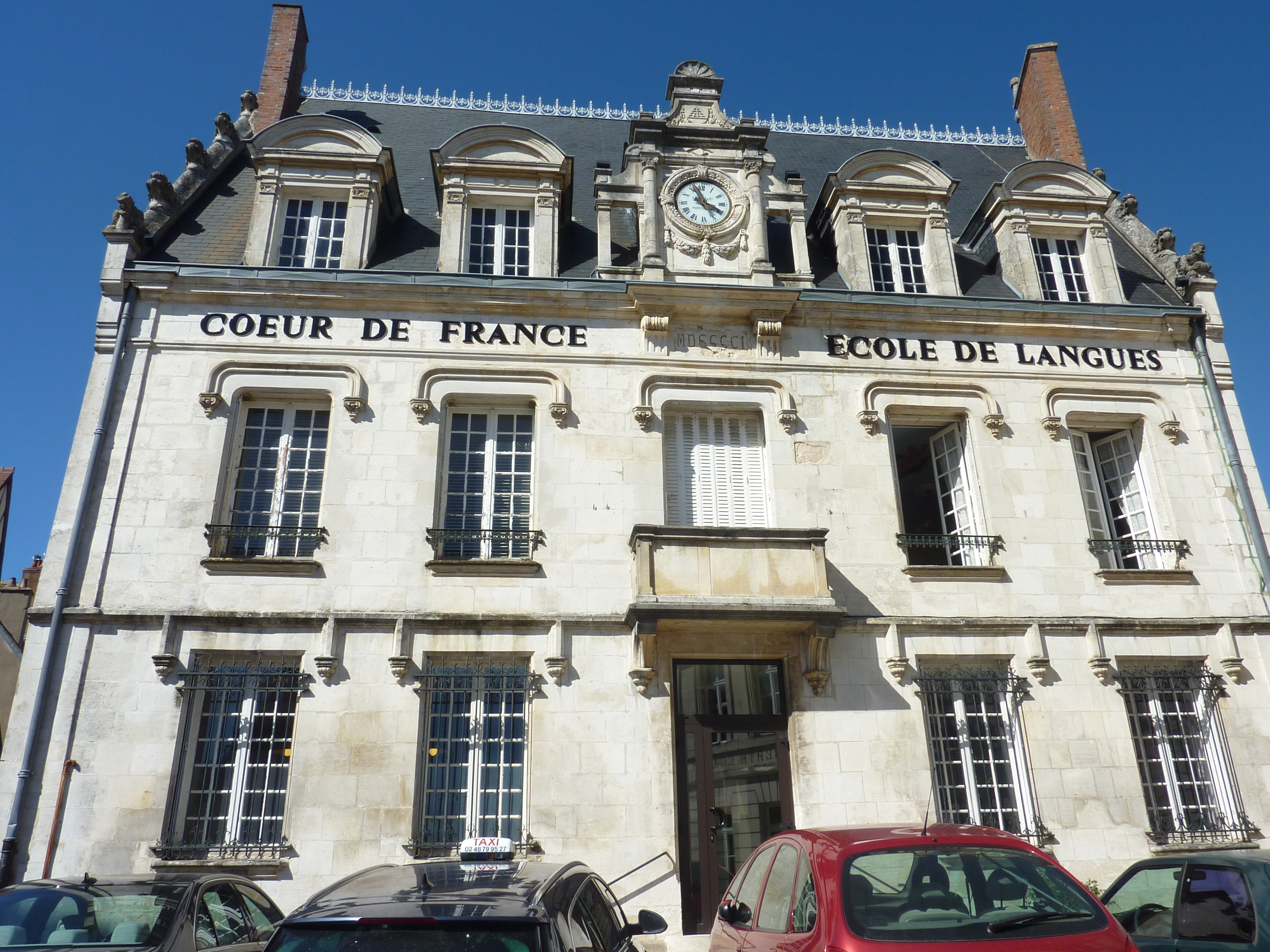
L'hôtel de la Thaumassière (XVIIe siècle), de nos jours immeuble « Cœur de France », désormais école de langues.

### Personnalités liées à la commune

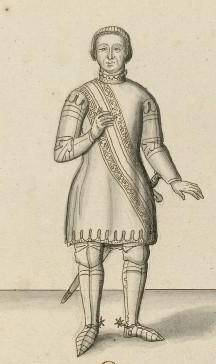
Le connétable de France, Louis de Sancerre.

Plusieurs personnalités sont liées à la commune :
- Jean III de Sancerre (1334- v.1402), conseiller et chambellan du roi Charles VI ;
- Louis de Sancerre (1342-1402), connétable de France ;
- Gaspard Thaumas de La Thaumassière, historien et juriste né à Sancerre;
- Samuel Bernard (1651-1739), financier né à Sancerre ;
- Pierre-François Buchet (1679-1749), essayiste politique né à Sancerre ;
- Jean-Charles Perrinet d'Orval (1707-1780), pyrotechnicien né à Sancerre ;
- Élie-François Dugenne (1737-1815), décédé à Sancerre, officier de santé, chirurgien et député à la Convention nationale ;
- Pierre-Joseph Grangier (1758-1821), notaire, avocat et homme politique né à Sancerre, député du tiers état aux États généraux de 1789,  député au Conseil des Cinq-Cents.
- Étienne Macdonald (1765-1840), d'une famille d'origine écossaise installée à Sancerre, fait maréchal par Napoléon Ier après la bataille de Wagram ;
- Henri Maret (1837-1917), journaliste et homme politique né à Sancerre, député de la Seine puis député du Cher.
- Louis-Alexandre Marnier-Lapostolle (né Louis-Alexandre Marnier en 1857 à Sancerre), homme d'affaires. Il fut le créateur, en 1880, de la célèbre liqueur Grand Marnier, à base de liqueur d'oranges amères et de cognac ;
- Suzanne de Garros (1877-1952), écrivain ;
- Romain Darchy (1895-1944), né à Sancerre, rue Porte-Vieille (plaque à sa mémoire). Ancien combattant (1915-1918 et 1939-1940), résistant à L'Aigle (Orne) de 1940 à 1944, mort pour la France.

### Héraldique
| Blason de Sancerre | Les armes de Sancerre se blasonnent ainsi : D'azur à la herse de labour d'or liée de gueules. |